# Hoplocephalus bitorquatus
Espèce
Synonymes
- Alecto bitorquata Jan, 1859
- Hoplocephalus sulcans De Vis, 1884
- Hoplocephalus waitii Ogilby, 1894
- Denisonia angulata De Vis, 1905
- Denisonia revelata De Vis, 1911

Hoplocephalus bitorquatus est une espèce de serpents de la famille des Elapidae.

## Répartition
Cette espèce est endémique d'Australie. Elle se rencontre au Queensland et en Nouvelle-Galles du Sud. 

## Publication originale
- Jan, 1859 : Plan d'une iconographie descriptive des ophidiens et description sommaire de nouvelles espèces de serpents. Revue et Magasin de Zoologie Pure et Appliquée, Paris, ser. 2, vol. 11, p. 122-130 (texte intégral).